# Ost-in-Edhil
Ost-in-Edhil est une cité imaginaire dans l'univers de J. R. R. Tolkien de la Terre du Milieu.

## Pendant le Second Âge
Ost-in-Edhil ("Forteresse des Elfes") fut fondée par les Elfes Noldor vers 750 du Second Âge menés par Galadriel et Celeborn. La cité devint la capitale de l'Eregion, elle devint aussi le centre d'activité de la guilde des orfèvres elfes, le Gwaith-i-Mírdain. La venue de Sauron sous les traits d'Annatar (Le Dispensateur) vers 1200 du Second Âge permit aux Elfes de se perfectionner dans leur art, Annatar provoqua une révolte contre Galadriel (qui se méfiait du Maia), cela eut pour conséquence l'exil de Galadriel, Celeborn et leurs partisans d'Eregion.
Après la révolte, les Elfes choisirent Celebrimbor comme seigneur de l'Eregion, Sauron devint le professeur des Elfes dans l'art de la forge et, en 1500 du Second Âge, les elfes, au sommet de leur art, commencèrent à forger les Anneaux de Pouvoir sous la surveillance d'Annatar. Mais Celebrimbor, fort de l'enseignement reçu par Sauron, forgea seul les Trois anneaux des Elfes et, au moment où Sauron mit l'Anneau unique à son doigt, Celebrimbor comprit que lui et ses frères elfes avaient été dupés et il cacha les Trois Anneaux. Furieux de cet acte, Sauron envoya ses armées en Eregion pour assiéger la capitale en 1697 du Second Âge et malgré la résistance des Noldor, Ost-in-Edhil tomba et avec elle de nombreux membres du Gwaith-i-Mírdain comme Celebrimbor.

## Pendant le Troisième Âge
Pendant tout le Troisième Âge Ost-in-Edhil et l'Eregion furent abandonnés, la gloire du Gwaith-i-Mírdain disparut et les seuls souvenirs de l'Eregion furent des ruines.

## Adaptations
Dans la série Le Seigneur des Anneaux : Les Anneaux de pouvoir, Ost-in-Edhil apparaît au cours des deux premières saisons. Son histoire diffère cependant des écrits de Tolkien, car elle présentée comme la cité de Celebrimbor et Galadriel ne semble pas avoir été sa souveraine.